# Rodelen op de Olympische Winterspelen 2014 - Dubbels
De rodelwedstrijd voor dubbels tijdens de Olympische Winterspelen 2014 vond plaats op 12 februari op de bobslee, rodel- en skeletonbaan Sanki in Rzjanaja Poljana.
De tweevoudig olympisch kampioenen (2006, 2010), de Oostenrijkse broers Andreas en Wolfgang Linger eindigden dit jaar als tweede. Hun opvolgers werd het Duitse duo Tobias Wendl / Tobias Arlt, eerder winnaar van de wereldbeker van dit seizoen. De Letse broers Andris en Juris Šics veroverden na hun zilveren medaille in 2010 op deze editie de bronzen medaille.

## Tijdschema
| Datum       | Lokale tijd | MET   |
| ----------- | ----------- | ----- |
| 12 februari | 18:30       | 15:30 |

## Uitslag
| #      | Olympiër                                | Land             | Totaal   | Run 1  | Run 2  |
| ------ | --------------------------------------- | ---------------- | -------- | ------ | ------ |
| Goud   | Tobias Wendl Tobias Arlt                | Duitsland        | 1.38,933 | 49,373 | 49,560 |
| Zilver | Andreas Linger Wolfgang Linger          | Oostenrijk       | 1.39,455 | 49,685 | 49,770 |
| Brons  | Andris Šics Juris Šics                  | Letland          | 1.39,790 | 49,880 | 49,910 |
| 4      | Tristan Walker Justin Snith             | Canada           | 1.39,840 | 49,857 | 49,983 |
| 5      | Alexander Denisjev Vladislav Antonov    | Rusland          | 1.39,949 | 49,936 | 50,013 |
| 6      | Christian Oberstolz Patrick Gruber      | Italië           | 1.40,019 | 49,976 | 50,043 |
| 7      | Ludwig Rieder Patrick Rastner           | Italië           | 1.40,039 | 50,064 | 49,975 |
| 8      | Toni Eggert Sascha Benecken             | Duitsland        | 1.40,218 | 50,274 | 49,944 |
| 9      | Vladislav Joezjakov Vladimir Machnoetin | Rusland          | 1.40,337 | 50,068 | 50,269 |
| 10     | Oskars Gudramovics Peteris Kalnins      | Letland          | 1.40,462 | 50,388 | 50,074 |
| 11     | Christian Niccum Jayson Terdiman        | Verenigde Staten | 1.40,945 | 50,354 | 50,591 |
| 12     | Marian Zemanik Jozef Petrulak           | Slowakije        | 1.40,957 | 50,548 | 50,409 |
| 13     | Lukas Broz Antonin Broz                 | Tsjechië         | 1.41,052 | 50,665 | 50,387 |
| 14     | Matthew Mortensen Preston Griffall      | Verenigde Staten | 1.41,703 | 50,637 | 50,066 |
| 15     | Patryk Poreba Karol Mikrut              | Polen            | 1.41,180 | 51,010 | 51,170 |
| 16     | Marek Solcansky Karol Stuchlak          | Slowakije        | 1.42,385 | 50,904 | 51,481 |
| 17     | Oleksandr Obolonchyk Roman Zakharkis    | Oekraïne         | 1.43,028 | 51,795 | 51,233 |
| 18     | Park Jinyong Cho Jung-myung             | Zuid-Korea       | 1.43,118 | 51,643 | 51,475 |
| 19     | Peter Penz Georg Fischler               | Oostenrijk       | 1.44,045 | 49,793 | 54,252 |